# San Juan Petlapa
San Juan Petlapa è un comune del Messico, situato nello stato di Oaxaca.